# IC 5115
IC 5115 је спирална галаксија у сазвјежђу Пегаз која се налази на листи објеката дубоког неба у Индекс каталогу.
Деклинација објекта је + 11° 45' 49" а ректасцензија 21h 30m 57,1s. Привидна величина (магнитуда) објекта IC 5115 износи 14,9 а фотографска магнитуда 15,7. IC 5115 је још познат и под ознакама CGCG 426-60, PGC 66882.